# Farmacodinàmica
La farmacodinàmica és l'estudi dels efectes bioquímics i fisiològics dels fàrmacs i dels seus mecanismes d'acció i la relació entre la concentració del fàrmac i l'efecte d'aquest sobre un organisme. Pot ser estudiada a diferents nivells, és a dir, sub-molecular, molecular, cel·lular, a nivell de teixits i òrgans i a nivell del cos sencer, usant tècniques in vivo, post-mortem o in vitro.
Per ser l'estudi del mode com els fàrmacs afecten el cos, la farmacodinàmica és oposat a la farmacocinètica, que és l'estudi de com el cos influeix en la concentració del fàrmac.

## Tipos d'efectes farmacològics
En administrar una droga es poden aconseguir diversos efectes medicamentosos que es correlacionen amb l'acció del fàrmac.
- Efecte primari: és l'efecte fonamental terapèutic desitjat de la droga.
- Efecte placebo: són manifestacions que no tenen relació amb alguna acció realment farmacològica.
- Efecte no-desitjat: quan el medicament produeix altres efectes que poden resultar no-desitjar amb les mateixes dosis que es produeix l'efecte terapèutic;
  - Efecte col·lateral: són efectes no-desitjats conseqüència directa de l'acció principal del medicament.[2]
  - Efecte secundari: són efectes adversos independents de l'acció principal del fàrmac.
  - Efecte tòxic: generalment es distingeix dels anteriors per ser una acció no-desitjada generalment conseqüència d'una dosi en excés. És llavors dependent de la dosi, és a dir, de la quantitat del medicament a què s'exposa l'organisme i del temps d'exposició.[3]
  - Efecte letal: acció biològica medicamentosa que indueix la mort.[4]

## Dosi
La dosi és la quantitat d'una droga que s'administra per a aconseguir eficaçment un efecte determinat. El fet d'estudiar o estimar la dosi efectiva i la forma correcta d'administració del fàrmac se l'anomena dosificació, administrada per la posologia. La dosi pot classificar-se en:
- Dosi subòptima o ineficaç: és la màxima dosi que no produeix efecte farmacològic apreciable.
- Dosi mínima: és una dosi xicoteta i el punt en què comença a produir un efecte farmacològic evident.
- Dosi màxima: és la major quantitat que pot ser tolerada sense provocar efectes tòxics.
- Dosi terapèutica: és la dosi compresa entre la dosi mínima i la dosi màxima.
- Dosi tòxica: constitueix una concentració que produeix efectes no desitjats.
- Dosi mortal: dosi que inevitablement produeix la mort.
- DL50: denominada Dosi Letal 50 o Dosi Letal 50%, és la dosi que produeix la mort en 50% de la població que rep la droga.[5] Així també es parla amb menys freqüència de DL20, DL90 i DL99.
- DE50: denominada Dosis Efectiva 50 és la dosi que produeix un efecte terapèutic en el 50% de la població que rep la droga.[6]

En farmacodinàmica s'usen altres denominacions, com a dosi inicial, dosi de manteniment, dosi diària i dosi total d'un tractament.

## Selectivitat
L'estudi dels mecanismes d'acció d'un medicament sobre les cèl·lules comença coneixent la selectivitat de la droga. Alguns medicaments tenen una molt baixa selectivitat pel que exerceixen els seus efectes sobre molts òrgans i teixits, mentre que altres drogues són altament selectius, com un antiàcid que exerceix la seua funció en cèl·lules d'un òrgan específic. Per a la majoria de les drogues, l'acció que exerceixen sobre el cos és críticament dependent de la seua estructura química, de tal manera que variacions minúscules en aqueixa estructura altera molt la selectivitat del medicament.

## Receptors
La majoria dels fàrmacs exerceixen la seua acció sobre una cèl·lula per virtut del seu reconeixement de receptors sobre la superfície cel·lular, específicament per tindre la configuració molecular que s'ajusta al domini d'unió del receptor. La selectivitat d'un fàrmac per un o més òrgans es fonamenta principalment per com és d'específic l'adherència del medicament al receptor diana. Alguns fàrmacs s'uneixen a un sol tipus de receptors, mentre que altres tenen la facultat bioquímica d'unir-se a múltiples tipus de receptors cel·lulars.
Les interaccions entre el fàrmac i el seu receptor venen modelatges per l'equació d'equilibri:
{\displaystyle L+R\ \leftrightarrow \ L\!\cdot \!R}
on L=lligand (fàrmac), R=receptor (lloc d'unió), i on es poden estudiar matemàticament la dinàmica molecular amb aïnes com el potencial termodinàmic, entre d'altres.
Quan una droga, una hormona, etc., s'uneix amb un receptor, és anomenat un lligand, els quals es classifiquen en dos grups, els agonistes i els antagonistes.

### Agonistes
Aquells medicaments que activen receptors cel·lulars es coneixen com a agonistes. En activar o estimular al receptor, la cèl·lula pot respondre amb un augment o amb una disminució de les seues funcions cel·lulars. Generalment, la cadena d'esdeveniments que comporta a una resposta cel·lular és mitjançada per segons missatgers.

### Antagonistes
Aquells medicaments que inactiven receptors cel·lulars o que bloquegen o limiten l'accés i/o enllaç dels agonistes als receptors, es coneixen com a antagonistes. Això bloqueja o disminueix considerablement la resposta cel·lular a l'acció d'un antagonista. Generalment, l'acció d'un antagonista fa que falle la transducció de senyals i tendeixen a ser reversibles.

## Unió a receptors
La unió d'un lligand, en aquest cas un medicament, als receptors es veu governat per la llei d'acció de masses, el qual relaciona grosso modo la velocitat amb què ocorren un gran nombre de processos moleculars. Les diferents velocitats de formació i desintegració d'unions proteiques poden ser usades per a determinar la concentració d'equilibri de receptors units als seus lligands. La constant de dissociació en equilibri per a una reacció entre un lligand (L) i el seu receptor (R):
{\displaystyle L+R\ \leftrightarrow \ L\!\cdot \!R}
es defineix amb l'equació
{\displaystyle K_{d}={\frac {[L][R]}{[L\!\cdot \!R]}}}
On els claudàtors ([]) denoten concentració de l'element. La fracció unida a un receptor es calcula amb la fórmula: (1+[R]/[L·R])-1, el qual pot després ser expressat usant la constant de dissociació (Kd) de la manera següent:
{\displaystyle Fraccio\ Unida={\frac {1}{1+{\frac {K_{d}}{[L]}}}}}
Aquesta expressió és una de les maneres de considerar l'efecte d'una droga, en el que la resposta cel·lular està associada a la fracció de receptors units als seus lligands. Aqueixa fracció de receptors units als seus lligands es coneix com a ocupància i està igualment relacionada amb la concentració disponible del lligant, en aquest cas, la droga. La relació entre l'ocupància i la resposta farmacològica generalment no és una relació lineal. Això explica el fenomen anomenat receptors de reserva, és a dir, la concentració del lligand que produirà un 50% de la resposta màxima.

## Afinitat i activitat intrínseca
En la interacció del fàrmac i, en realitat, qualsevol lligant té dues propietats, l'afinitat, que és la capacitat del medicament d'establir una unió estable, i l'activitat intrínseca, que és l'eficàcia biològica del complex fàrmac-receptor a produir una major o menor resposta cel·lular. De manera que alguns medicaments poden tindre la mateixa afinitat estructural per un receptor, més un pot tindre una gran eficàcia en la unió, mentre que l'altre molt menor. Un agonista i un antagonista poden tindre la mateixa afinitat pel receptor, però l'antagonista no té eficàcia a produir activitat intrínseca en la cèl·lula a conseqüència de la seua unió amb el receptor.

## Efectes en el cos
La majoria dels fàrmacs actuen inhibint o estimulant les cèl·lules, destruint-les o reemplaçant en elles determinades substàncies. Els mecanismes d'acció es fonamenten principalment en la seua associació amb receptors associats a canals iònics, a una proteïna G, receptors amb activitat enzimàtica intrínseca o amb receptors associats a proteïnes enzimàtiques com la tirosina-cinasa.

### Control de canals iònics
El contacte amb receptors associats a canals iònics augmenta la permeabilitat de la membrana i la conducció de ions a través de la membrana plàsmica alterant el seu potencial de membrana elèctric facilitant el seu despolarització.

### Formació de segons missatgers
La formació de segons missatgers adaptats a una proteïna G activa enzims com la adenilciclasa, el AMP cíclic, proteïna-cinases, les quals transdueixen senyals que indueixen gran quantitat de possibles efectes funcionals sobre la cèl·lula. Altres molècules diana d'un gran nombre de fàrmacs pertanyen al sistema dels fosfoinosítids de la membrana cel·lular. Ells també són adaptats a segons missatgers i exerceixen respostes cel·lulars mitjançant el calci, per exemple.

### Activitat enzimàtica intrínseca
Quan una droga s'uneix al seu receptor tendeix a exercir control directe sobre la fosforilació de proteïnes cel·lulars, modificant l'estructura conformacional de la proteïna, activant o inactivant-la.

### Control de transcripció
Alguns medicaments travessen la membrana plàsmica i actuen directament sobre el nucli cel·lular i sobre receptors intracel·lulars, revertint la repressió de l'ADN i augmentant la transcripció i síntesi proteica.

### Inici de l'acció
L'inici de l'acció és la durada de temps perquè un fàrmac comenci a fer efecte després de l'administració. Per l'administració oral, l'inici en general oscil·la entre 20 minuts fins a més d'una hora, depenent del fàrmac en qüestió. Per altres mètodes d'administració, com la inhalació o la injecció, l'efecte es pot iniciar en pocs segons a minuts. La determinació de l'aparició de l'acció, però, no és completament dependent de la via d'administració. Hi ha altres factors que determinen l'aparició de l'acció d'un medicament específic, incloent la formulació del fàrmac, la dosi i el pacient de rep el medicament.

### Durada de l'acció
La durada de l'acció d'un fàrmac és la durada en que un fàrmac en particular és eficaç. La durada de l'acció és una funció de diversos paràmetres que inclouen la vida mitjana en el plasma, el temps que s'equilibri entre els compartiments de plasma i de destinació, i la taxa off del fàrmac des de la seva diana biològica.

## Modificació de l'acció d'un fàrmac
Els principals factors o paràmetres que modifiquen les accions dels fàrmacs inclouen:
- Fisiològics: edat, sexe, raça, genètica, pes corporal, etc.
- Patològics: estrès, factors endocrins, insuficiència renal, cardiopatias, etc.
- Farmacològics: dosi, vies d'administració, posologia, tolerància, taquifilàxia, etc.
- Ambientals: condicions meteorològiques, fenòmens de toxicitat de grup, etc.

## Farmacodinàmica multicel·lular
El concepte de la farmacodinàmica ha sigut ampliat per a poder incloure a la Farmacodinàmica Multicel·lular (MCPD), que estudia les propietats estàtiques, dinàmiques i les relacions entre un conjunt de fàrmacs i una organització multicel·lular dinàmica i diversa quadridimensional. És l'estudi de tot el funcionament del fàrmac en el mínim sistema multicel·lular (mMCS).

## Nous fàrmacs
Els estudis farmacodinàmics poden ajudar el desenrotllament racional d'agents farmacèutics mitjançant els aspectes següents:
- Demostrar l'activitat biològica del fàrmac sobre la seua diana terapèutica quan s'administra als pacients.

- Analitzar els efectes moleculars i biològics que es produeixen a conseqüència de l'acció del fàrmac sobre la diana

- Mitjançant aquests estudis es pot analitzar un rang de Dosi Biològica Òptima del fàrmac, és a dir, la dosi mínima de fàrmac que produeix el màxim efecte biològic, i explorar l'eficàcia dels distints esquemes d'administració en funció de l'efecte biològic que produeix cada un d'ells.

- Identificar els efectes moleculars (marcadors) relacionats amb la resposta i resistència al fàrmac.